# 2796 Kron
2796 Kron eller 1980 EC är en asteroid i huvudbältet som upptäcktes den 13 mars 1980 av den amerikanske astronomen Edward L.G. Bowell vid Anderson Mesa Station. Den är uppkallad efter den amerikanske astronomen Gerald E. Kron.
Asteroiden har en diameter på ungefär 8 kilometer och den tillhör asteroidgruppen Eunomia.